# Mozilla Thunderbird
Mozilla Thunderbird é uma aplicação livre e de código aberto, que funciona como cliente de e-mails e notícias, tendo sido produzida pela Mozilla Foundation, a mesma criadora do navegador Mozilla Firefox. Acessa também arquivos XML, Feeds (Atom e RSS), bloqueia imagens, tem filtro anti-spam embutido e um mecanismo que previne golpes por meio das mensagens.
Com os temas (themes), pode-se modificar a aparência da interface do Thunderbird. Um tema pode tanto alterar os ícones da barra de ferramentas como modificar todos os elementos da interface. É possível baixar e instalar temas com apenas alguns cliques. Em 7 de dezembro de 2004 a versão 1.0 foi lançada, e obteve mais de 500 mil downloads nos três primeiros dias (e um milhão em 10 dias). O programa foi lançado com a campanha que alegava ser a companhia perfeita ao Mozilla Firefox, navegador em constante expansão de mercado.

## Nome no Debian
Devido a problemas de marca registrada da Mozilla Foundation, os pacotes "Firefox" e "Thunderbird" foram trocados de nomes para a distribuição Linux Debian, o Debian só aceita software totalmente livres, devido a este problema legal, o Firefox torna-se "Iceweasel" e o Thunderbird torna-se "Icedove".
Os problemas legais foram resolvidos em 2017. Com isso, o Thunderbird voltou a ser distribuído no Debian.